# Средище (област Силистра)
 Тази статия е за съществуващото село в Област Силистра.  За историческото село със същото име вижте Средище (Област Търговище).  
Срèдище е село в Североизточна България, община Кайнарджа, област Силистра.

## География
Село Средище се намира в източната част на Дунавската хълмиста равнина, в Южна Добруджа, на около 30 km югоизточно от областния център град Силистра, около 10 km южно от общинския център село Кайнарджа и около 18 km север-североизточно от град Тервел. Надморската височина в центъра на селото е около 164 m. Климатът е умереноконтинентален; почвите са предимно черноземни.
През селото минава в направление югоизток-северозапад второкласният републикански път II-71 (Силистра – Добрич – Оброчище и връзка в Оброчище с първокласния републикански път I-9), а на югозапад общински път води през село Безмер до град Тервел.
Населението на село Средище, наброявало 1459 души при преброяването към 1934 г. и 2153 към 1975 г., намалява до 1636 към 2000 г. и 1038 (по служебен документ на НСИ от 31.12.2023 г.) към 2023 г. То е най-голямото село в община Кайнарджа към 2023 г.
При преброяването на населението към 1 февруари 2011 г., от обща численост 1370 лица, за 278 лица е посочена принадлежност към „българска“ етническа група, за 306 – към „турска“, за 679 – към „ромска“, за 20 – към „други“, за 10 – „не се самоопределят“ и за 77 – „не отговорили“.

## История
Селото с име Бей бунар (Бей пунар) е в България от 1878 г. – след Освобождението ѝ, до 1913 г. и от 1940 г. През периода от 1913 г. до 1940 г. селото е в Кралство Румъния. Преименувано е на Княжево през юни 1942 г. и на Средище през 1951 г.
Според данни от преброяването през 1905 г., в село Бей бунар има 363 източноправославни (182 мъже и 181 жени) и 467 мохамедани (237 мъже и 230 жени).
Училище в село Средище е създадено през 1888 г. През 1940 г., след подписването на Крайовската спогодба, училището приема името на българския общественик и писател Цанко Церковски, който е бил учител в него. От учебната 1962 – 1963 г. занятията се водят в новопостроената училищна сграда, в която учат и учениците от закритите училища в селата Давидово, Посев, Каменци, Господиново и Стрелково. Към училището се открива и общежитие за част от тези ученици, което функционира до 1993 г. Училището разполага с 10 класни стаи и кабинети, 2 хранилища, физкултурен салон, работилница, стол (трапезария) и спортна площадка.
Турско начално училище „Намък Кемал“ е открито в селото през 1948 г. През учебната 1954 – 1955 г. се открива и среден курс – V - VII клас, и училището става основно; действа до 1960 г., след което се слива с Народно основно училище „Цанко Церковски“.
Професионалната гимназия по механизация на селското стопанство „Никола Йонков Вапцаров“ има началото си през 1958 г. като Машинно-тракторно училище – Силистра за професионална подготовка на специалисти за нуждите на селското стопанство. През 1961 г. училището се премества от Силистра в село Средище; от 1967 г. е Професионално-техническо училище – село Средище, а от 1975 г. – Средно професионално техническо училище по механизация на селското стопанство (СПТУ по ССМ) „Никола Йонков Вапцаров“ – село Средище. От април 2003 г. училището е преобразувано в Професионално училище по механизация на селското стопанство, а през 2010 г. – в Професионална гимназия по механизация на селското стопанство.
Кредитна кооперация „Бъдеще“ е създадена в село Средище през 1944 г. Тя става Всестранна кооперация от 1948 г., Селска потребителна кооперация от 1953 г. и Потребителна кооперация „Бъдеще“ в периода 1958 – 1979 г.
ТКЗС „Димитър Дончев“ в село Средище е основано през 1948 г. с 21 члена и 68,4 ha земя. През 1959 г. с цел въвеждане на пълна механизация в производствените процеси и концентриране на животновъдството, стопанствата от селата Средище, Господиново, Каменци, Давидово, Посев, Попрусаново и Стрелково се обединяват в ОТКЗС (Обединено ТКЗС) „VII-ми Конгрес“ – село Средище, като обработваемата площ достига до 6600 ha. Във връзка с реорганизацията в селското стопанство през 1978 г., ОТКЗС влиза в състава на АПК „Дръстър“ – Силистра като клоново стопанство. От 1984 до 1986 г. клоновите стопанства на селата Средище и Кайнарджа се обединяват под наименованието АПК – село Кайнарджа. След нова реорганизация, през 1987 г. предприятието става Селскостопанска бригада – село Средище, която функционира до 1990 г., след което се преименува на ТКЗС – село Средище до 1992 г. С решение на Областния съвет – Силистра от 1992 г. кооперацията бива регистрирана под името Земеделска производителна кооперация „Княжево“, която след три месеца е обявена в ликвидация и през 1995 г. е прекратена.
Машинно-тракторна станция има в село Средище през периода 1949 – 1961 г.

## Обществени институции
Село Средище към 2024 г. е център на кметство Средище.
В село Средище към 2024 г. има:
- действащо читалище „Стефан Караджа – 1943“;[19][20]
- действащо общинско Основно училище „Цанко Церковски“;[21]
- действаща Професионална гимназия по механизация на селското стопанство „Никола Йонков Вапцаров“;[21][22]
- джамия;[23]
- пощенска станция.[24]

## Други
Според запазени свидетелства в печата в края на Румънската кампания през Първата световна война оттеглящите се румънски окупационни сили отнемат от населението в района на селото едър добитък, товарен инвентар и близо 70 тона зърнени храни и фураж.